# Carabus splendens
Carabus splendens ist ein Käfer aus der Familie der Laufkäfer und der Untergattung Chrysocarabus, die von einigen Autoren auch als Gattung betrachtet wird. Chrysocarabus ist in Europa mit sieben Arten vertreten, die ausnahmslos durch ihre golden glänzenden Farben auffallen. Chrysocarabus splendens kommt nur in Teilen Frankreichs und Spaniens vor.

## Bemerkungen zum Namen
Der Käfer wurde 1790 von Guillaume-Antoine Olivier unter dem Namen Carabus splendens beschrieben. Olivier nennt den Käfer auf Französisch „Carabe splendide“. Französisch „splendide“ = lat. „spléndens“, auf Deutsch „glänzend“, bezieht sich auf die Farben des Käfers. Die Beschreibung durch Olivier beschränkt sich fast ausschließlich auf die Färbung des Käfers. Auch der Name der Untergattung Chrysocarabus, die Thomson 1875 aufstellt, nimmt auf die Farbe Bezug. Chrysocarabus ist von altgriechisch χρυσός chrysós, deutsch ‚Gold‘ abgeleitet und bedeutet „goldener Carabus“, wobei „Carabus“ („κάραβος“) im Altgriechischen für „Käfer“ und „Krabbe“ benutzt wurde und später auf die Laufkäfer beschränkt wurde.

## Eigenschaften des Käfers
|                                                |  |  |
| alte Abbildungen: ♀ 1812, ♂ 1858, ♂ 1905       |  |  |
|                                                |  |  |
| Abb. 4: verschiedene Ansichten, alles Weibchen |  |  |

Die Käfer werden gewöhnlich 25 bis 30 Millimeter lang, an manchen Standorten werden jedoch auch größere Tiere gefunden. Carabus splendens gehört zu den schlankeren Arten der Gattung. Die Oberseite ist leuchtend metallisch smaragdgrün, kupfrig golden oder in verschiedenen Goldtönen schillernd. Häufig sind Kopf und Halsschild anders getönt als die Flügeldecken. In der Erstbeschreibung wird die goldene Färbung der Halsschild- und Flügeldeckenränder hervorgehoben. Die Unterseite, die Beine, die Fühler und die Taster sind schwarz. Es sind zahlreiche Varianten beschrieben worden. Le Moult zerlegte die Art in sieben Unterarten, diese teilweise weiter in verschiedene Rassen und Formen. In der Datenbank GBIF werden 48 Artsynonyme angeführt. Andererseits wurden von anderen Autoren auch teilweise Formen, die heute verschiedenen Arten zugerechnet werden, in einen Topf geworfen.
Der Kopf ist länglich. Die Stirn ist hinten nicht angeschwollen. Die Oberlippe ist breiter als der Kopfschild an der Anschlussstelle, verbreitert sich nach vorn und ist dort schwach ausgeschnitten. Die Oberkiefer sind lang und sichelförmig, auf der Innenseite gleichmäßig gekrümmt. Sie besitzen einen kräftigen zweiteiligen Basiszahn. Das vorletzte Glied der Kiefertaster ist unbehaart. Das vorletzte Lippentasterglied trägt zwei Borsten. Das Endglied aller Taster ist deutlich erweitert, beim Männchen beilförmig. Die elfgliedrigen Fühler sind deutlich vor den Augen eingelenkt. Das Basisglied ist lang. Das vierte Fühlerglied ist bis auf die Tastborsten kahl, die dichte pubeszente Behaarung beginnt erst ab dem fünften Fühlerglied. Bei den Männchen sind das siebte und achte Fühlerglied deutlich, das sechste und neunte schwach an der Spitze nach unten knotig verdickt, so dass diese Fühlerglieder schwach vertikal ausgeschnitten enden.
Der Halsschild ist gestreckt. Er trägt eine deutliche Längsmittellinie und ist schwach quer gerunzelt. Die Hinterwinkel sind rund nach hinten ausgezogen.
Das Schildchen ist breit dreieckig und dunkel.
Die Flügeldecken sind nicht platt, sondern schwach gewölbt. Entlang des Seitenrands können sie granuliert sein, sonst erscheinen sie jedoch gewöhnlich wie poliert glatt. Je nach Herkunftsgebiet variiert jedoch ihre Feinstruktur. Punkte in der vorderen Hälfte der Flügeldecken finden sich sehr selten, in der hinteren Flügeldecke können sie spärlich und unregelmäßig verteilt sein. Häufig sind zwei oder drei rudimentäre Längsrippen angedeutet.
Die Flügeldecken sind verwachsen. Die Hautflügel sind verkümmert, die Rudimente sind lang und zugespitzt, nicht klein, dreieckig und ohne fadenförmige Fortsetzung.
Die Tarsen sind alle fünfgliedrig. Beim Männchen sind die ersten vier Glieder der Vordertarsen verbreitert und auf der Unterseite mit Kissen aus Hafthaaren ausgestattet.

## Larve
Wie gewöhnlich alle Larven der Gattung Carabus ist auch die von Carabus splendens mit drei Beinpaaren ausgestattet, sehr beweglich und verhältnismäßig stark dunkel chitinisiert. Am 9. Abdominalsegment sitzen eingliedrige und unbewegliche Anhänge (Cercien), die nach oben gerichtet sind. Carabus splendens gehört zu den Larven, bei denen die Rückenschilder den Körper der Breite nach abdecken und Fühler und Taster relativ lang sind (Carabi longimandibulares). Die Bestimmungsmerkmale liegen hauptsächlich am Vorderrand der Kopfplatte. In der Mitte derselben liegt der Clypeus. Dieser ist bei Carabus splendens weder gezähnt noch abgerundet, sondern an der Spitze eingeschnitten mit kaum konkaven Seiten. Seitlich durch eine tiefe Spalte deutlich abgesetzt verläuft der Vorderrand schwach s-förmig leicht nach vorn gebogen zu den Vorderecken.
Die Larve variiert in der Form des Clypeus und des Endglieds der Lippentaster erheblich und die Abgrenzung gegen andere Larven ist nicht leicht. In Abgrenzung zur Larve der nah verwandten Art Carabus lineatus nennt der Schlüssel, dass der Clypeus nicht eingesenkt ist, an den Außenkanten mehr oder weniger glatt, nicht eingebuchtet ist und dass die Vorderecken schräg nach außen stehen, nicht schief gestellt sind. Außerdem stehen die beiden Sinnesfelder auf dem Endglied der zweigeteilten Labialpalpen nicht auf verschiedenen Niveaus. Weiterhin sind die beiden auf der Innen- beziehungsweise gegenüber auf der Außenseite der Cercien sitzenden Hörner etwa gleich stark ausgebildet, nicht das Innenhorn schwächer als das Außenhorn.

## Biologie
Der mehrjährige Käfer überwintert als fertig entwickeltes Insekt und pflanzt sich im Frühjahr fort. Die Entwicklung vom Ei zur Larve dauert etwa drei Wochen, die Entwicklung bis zum fertigen Insekt etwa zwei bis dreieinhalb Monate. Die Käfer und ihre Larven leben räuberisch. Auf dem Boden laufend und teilweise Baumstämme erkletternd suchen sie nachts nach Nacktschnecken und Regenwürmern, sie verschmähen aber auch Raupen, Puppen und andere kleine Gliedertiere nicht. Die Beute wird mit den Vorderkiefern zerstückelt und mit erbrochenem Verdauungssaft durchknetet. Der entstandene Brei wird aufgesaugt. Tagsüber verstecken die Käfer sich unter Steinen, Moos, in der Bodenstreu oder in verrotteten Baumstümpfen.
Während das typische Habitat die Hochtäler im Bergwald sind, wo der Käfer nicht über die Zone der Tannen hinausgeht, findet man das Tier in Spanien auch bis zu Höhen des ewigen Schnees, und in den Atlantischen Pyrenäen findet man den Käfer gebietsweise von Meereshöhe bis 250 m (getrennt von dem darüber vorkommenden Carabus lineatus).
Beim Vergleich verschiedener bewirtschafteter Nadelwaldtypen in Frankreich (Plateau de Sault) fand man den Käfer am häufigsten in Wäldern mit geschlossenen Baumkronen, unabhängig davon, ob diese aus gleichaltrigen oder verschieden alten Bäumen bestanden. Im Plateau de Sault kommt der Käfer ab 1000 m Höhe selten und bevorzugt an Nordhängen vor. Bei einem Vergleich verschiedener Waldtypen (Mischwald am Atlantik, Steineichenwald, Buchenwald, Aufforstung mit verschiedenen Kiefern, Anpflanzungen mit Monterey-Kiefern) in Spanien war der Käfer in allen Waldtypen präsent, er kam jedoch im Buchenwald mit Abstand am häufigsten vor.

## Verbreitung
Das Zentrum des Verbreitungsgebiets von Carabus splendens liegt in den Pyrenäen im südlichen Frankreich und nördlichen Spanien. Außerdem gibt es einige isolierte Populationen, die weiter nördlich und westlich in Frankreich liegen.

## Verwandtschaftsverhältnisse
Da schon früh die große Varianz der Art und deren Abhängigkeit von der geographischen Lage des Fundorts bekannt war und die Paarung zwischen verschiedenen Arten beobachtet wurde, wurden in neuerer Zeit gezielte Untersuchungen durchgeführt.
Ein hauptsächlich auf körperlichen Merkmalen basierender Stammbaum der Untergattung Chrysocarabus wurde von Mossakovski aufgestellt.
Vier verschiedene mögliche Stellungen von Carabus splendens im System hat Rasplus zusammengestellt.
Im Genom der Mitochondrien von Carabus splendens findet man zwei verschiedene Haplotypen eines Gens, von denen einer (ht1) sehr ähnlich dem entsprechenden Haplotypus von Carabus punctatoauratus (Subspezies von Carabus auronitens) ist, der zweite (ht2) fast identisch dem Haplotypus von Carabus rutilans. Der Haplotyp ht1 findet sich bei Carabus splendens in dessen gesamtem Verbreitungsgebiet, ausschließlich ht2 nur in einigen nördlichen, isolierten Populationen, beide Haplotypen gemeinsam in einigen westlichen Populationen. Dies legt die paradoxe Vermutung nahe, dass ein Teil der C. splendens nahe mit C. punctoatoauratus verwandt ist, ein anderer mit Carabus rutilans.
Ein Vergleich mit einer DNA-Sequenz aus dem Kern legt jedoch andere Verwandtschaftsverhältnisse nahe. Demnach ist C. splendens nahe verwandt mit C. lateralis und C. lineatus (die beiden letzteren werden meist als zwei Unterarten der Art C. lineatus betrachtet), C. rutilans und C. punctatoauratus sind jedoch näher miteinander verwandt als mit C. splendens. Unabhängig davon untersuchte Kern-DNA zweier weiterer Gene bestätigen die nahe Verwandtschaft von C. splendens zu C. lineatus und C. lateralis. Die Diskrepanz zu den Verwandtschaftsverhältnissen, die durch die Untersuchung an der (hauptsächlich im weiblichen Geschlecht vererbten) mitochondrialen DNA nahe lag, wird in Ablehnung anderer Erklärungsmöglichkeiten damit begründet, dass durch Hybridbildung mitochondriale DNA von C. punctatoauratus in die Art C. splendens eingebracht wurde.
Eine weitere Untersuchung mit Kern-DNA ergab dagegen, dass C. splendens mit C. auronitens/C. festivus/C. punctatoauratus einerseits und C. lineatus/C. lateralis mit C. rutilans/C. hispanus andrerseits zusammengehören.
De Lapouge beschrieb 1910 Hybride zwischen Carabus splendens und Carabus festivus, Puisségur untersuchte 1957 die Ergebnisse von Kreuzungen von Carabus splendens mit Carabus auronitens und von Carabus splendens mit Carabus lineatus.
Die Hybridisierungsfähigkeit von Carabus splendens mit Carabus punctatoauratus wurde experimentell untersucht. Dabei wurden Tiere beider Arten aus einem gemeinsamen Lebensraum, in denen auch gemeinsame mitochondriale DNA auftritt, entnommen und sowohl Paare der gleichen Art als auch Paare verschiedener Arten isoliert aufgezogen. Alle Hybride trugen die äußeren Merkmale von C. punctatoauratus. Während Weibchen aus Paarungen innerhalb der Art C. splendens durchschnittlich etwa 14 Eier ablegten, aus denen sich 14 Larven und etwa 10 adulte Käfer entwickelten, lag der Erfolg bei väterlichem C. splendens und mütterlichen C. punctatoauratus bei durchschnittlich 10 Eiern und 7 Larven, von denen sich 5 zu Käfern entwickelten. Bei Paarungen mit C. splendens als Mutter und C. punctatoauratus als Vater war der Fortpflanzungserfolg deutlich geringer, durchschnittlich entwickelte sich pro Paar nur ein Käfer. Wurden die Hybride wieder mit C. splendens oder C. punctatuauratus rückgekreuzt, dann führten von allen Kombinationsmöglichkeiten nur die zu fertigen Käfern, bei denen die Mutter der Hybrid war. Nach diesen Untersuchungen sind also nur weibliche Hybride fortpflanzungsfähig und bestätigen damit Haldanes Regel. Im untersuchten Fall jedoch legten die Hybridweibchen durchschnittlich mehr Eier als bei C. splendens x C. splendens unabhängig davon, ob der Vater ein C. splendens oder ein C. punctatoauratus war. Aus den Eiern entwickelten sich mehr fertige Käfer (7 bei C. splendens als Vater, 6 bei C. punctatoauratus als Vater) als bei C. splendens x C. punctatoauratus-Hybriden. Die Entwicklungszeit war bei C. splendens x C. splendens mit durchschnittlich knapp achtzig Tagen am längsten, am kürzesten war sie mit etwas über 66 Tagen, wenn der Vater C. punctatoauratus, die Mutter C. splendens war.
Die Anzahl der Hybridbildungen ist in der Natur vermutlich geringer, da die im Experiment zusammen gehaltenen Paare nicht die Möglichkeit besitzen, in bevorzugte Mikroklimata oder Biotope auszuweichen. Dies erklärt, warum die Suche nach Hybriden in der Natur im Rahmen der oben genannten Untersuchung äußerst selten erfolgreich war. Die Carabus splendens und Carabus lineatus treten an manchen Standorten gemeinsam auf, an anderen Standorten kommt nur eine Art vor. Ein Vergleich zeigte, dass die Unterschiede der beiden Arten an gemeinsamen Standorten stärker ausgeprägt sind als im zweiten Fall. Dies kann als Mechanismus zur Vermeidung von Hybridbildung verstanden werden.
Unabhängig davon wurden in beiden Arten sieben Merkmale des Körperbaus gefunden, die in Abhängigkeit der Höhe des Fundorts variieren.